# 圣方济各堂 (墨西哥城)

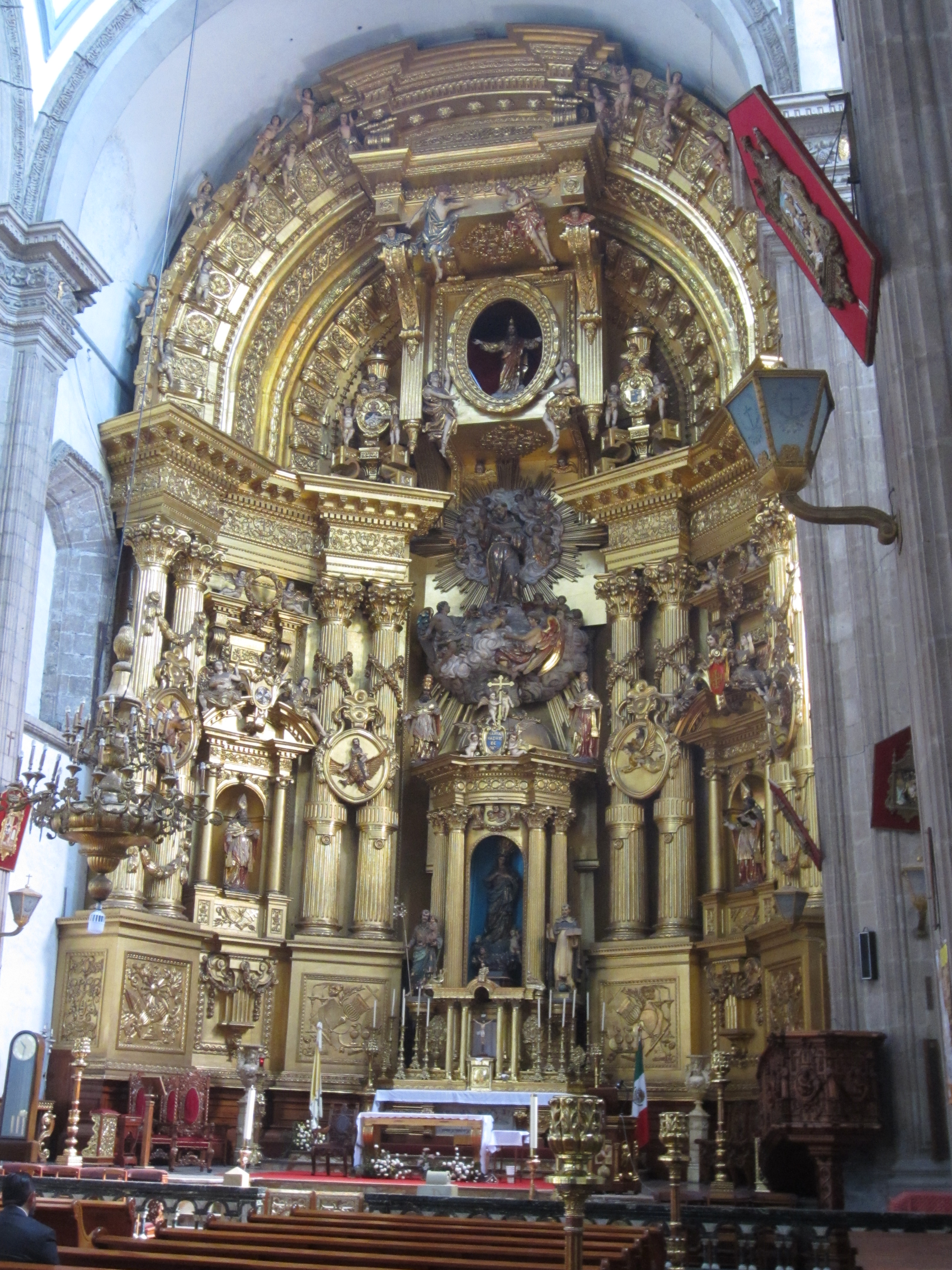
正祭台

圣方济各堂（Templo y exconvento de San Francisco）位于墨西哥城历史中心的马德罗大街西端，靠近拉丁美洲塔，是修道院建筑群的全部遗迹。建筑群是第一批十二位方济会修士的总部，他们获得教宗的授权，来到新西班牙传教。 在早期殖民时期，这是墨西哥城最大和最有影响力的修道院之一。它建在蒙特蘇馬二世的动物园曾经所在的地方。在高峰时期，修道院占据了现在玻利瓦尔街、马德罗街、Eje Central和维努斯蒂亚诺·卡兰扎街之间的街区。 总面积为32,224平方（3.2公頃；8.0英畝）。 
在第一个院子里，有一个十字架，据说比城市最高的塔还高，是用“查普特佩克森林”的柏树制成的，意思是在宪法广场以西的森林地区，即圣方济各的所在地。
修道院见证了许多历史事件。埃尔南·科尔特斯的葬礼弥撒就在这里，人们认为他已在中美洲去世。1629年，盖尔夫斯侯爵在与总主教争吵后，乔装打扮前来藏身。1692年，高尔夫伯爵和他的妻子由于该城的大规模叛乱而被允许在那里避难。墨西哥独立战争结束时，以阿古斯汀一世 为首的16,000人的军队在马德罗大街行进，修道院也举行庆祝活动，高唱讚美頌 。
改革战争 之后，像其他许多修道院一样，圣方济各修道院也被解散，大部分财产被政府没收。为了修建新的道路，原修道院大部分被拆除。这座旧建筑的其他部分现在是一座卫理公会教堂，面向甘特街（Gante Street），和一家面包店，面包店现在位于九月16日街。在Venustiano Carranza和Eje Central的拐角处，曾经是各各他小堂和圣安多尼小堂。这些建筑仍然存在，只是因为拆除它们比让它们存在更为昂贵。留在天主教会的只有修道院教堂本身。
今天的教堂是该处的第三座教堂。前两座均因软土地基沉降而不得不拆除。 这座教堂建于1710年至1716年间。虽然整个建筑被称为圣方济各教堂，但马德罗大街的入口实际上是巴尔瓦内拉小堂的入口。其前方是一个中庭，有几组楼梯通向教堂，因为它也在下沉。教堂的主立面可以追溯到1710年，用墙围起来，看不见。入口现在通过侧门进入巴尔瓦内拉小堂，然后进入主教堂  该教堂的正面建于1766年，不确定是谁建造的，但大多数人认为这是洛伦佐•罗德里格斯的作品，他最著名的作品是都城会幕。当该堂由福音派管理时，堂内的雕像被移除，但保留了其他装饰元素，如柱头、雕刻的叶子和花朵，以及带有徽章的柱子（倒金字塔）。堂内有一幅18世纪的祭坛画，献给瓜达卢佩圣母，以及原苦路第二站的小堂入口。
在主教堂中，有一个大型镀金正祭台，取代了原来的巴洛克式祭坛。原来的已经重建，是因为新古典主义艺术家杰罗•尼莫•安东尼奥•吉尔（Jerónimo Antonio Gil）留下了一张草图。只有原来的深渊房间（De Profundis Room）的墙壁仍然存在，其余的都被改建成面包房。根特街上的原修道院状况较好，现在是一座卫理公会教堂，内部的两层楼保存得很好。只有事先授权才能访问。